# Termes romanes de Lugo
Les termes romanes de Lugo són les restes de l'antic balneari romà situat a la ciutat de Lucus Augusti, a la vora del riu Miño, a prop de l'antic pont romà. Van ser declarades monument històric-artístic el 1931 i actualment formen part de les instal·lacions de l'Hotel Balneari de Lugo.

## Descripció
La instal·lació de termes i balneari era essencial a la civilització romana. Cap a l'any 15 aC, poc després de la fundació de la ciutat de Lucus Augusti, es van obrir les termes, que rebien aigua d'una font termal. Aquesta aigua, amb propietats medicinals, és sulfuradosòdica i carbonatada, i surt a una temperatura de 43,8 graus. Aquestes aigües s'exploten encara avui a l'Hotel Balneari de Lugo.
La part millor conservada de les instal·lacions romanes conservades és l'anomenat apodycterium, on eren els vestidors. Aquest espai consisteix en una gran sala amb paviment d'opus signinum, un material molt utilitzat pels romans, format per teules, totxanes i calç. Al final de la sala hi ha dues ports en arcs que donen pas a diferents estances, inclosa una paret formada per divuit urnes que s'utilitzaven com armari per guardar la roba.
Una altra de les zones visitables és l'antiga sala de banys, amb forma de volta. Aquestes sales de bany eren de tres tipus: el frigidarium, per a banys freds; el tepidarium, per a banys temperats, i el caldarium, per a banys calents. En èpoques posteriors aquesta sala es va convertir en capella cristiana.